# United States Coast Guard Unit 387
Die United States Coast Guard Unit 387 (kurz: USCG Unit 387; deutsch etwa „Gruppe 387 der Küstenwache der Vereinigten Staaten“) war die Kryptanalyseeinheit der amerikanischen Küstenwache. Zu ihren bedeutendsten Leistungen zählt der Bruch von abgefangenen geheimen Funksprüchen, Deckname Green (deutsch „Grün“), mit denen die deutsche Abwehr (Geheimdienst der Wehrmacht) während des Zweiten Weltkriegs ihr weltweites Spionagenetz steuerte, und die mithilfe der Rotor-Chiffriermaschine Enigma-G verschlüsselt worden waren.

## Geschichte

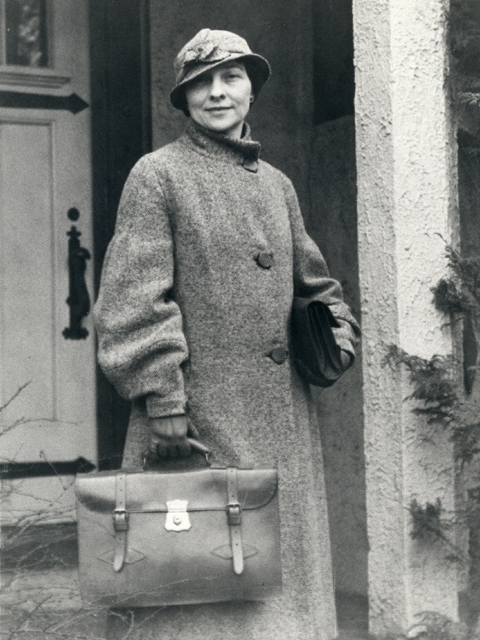
Elizebeth Friedman (1892–1980)

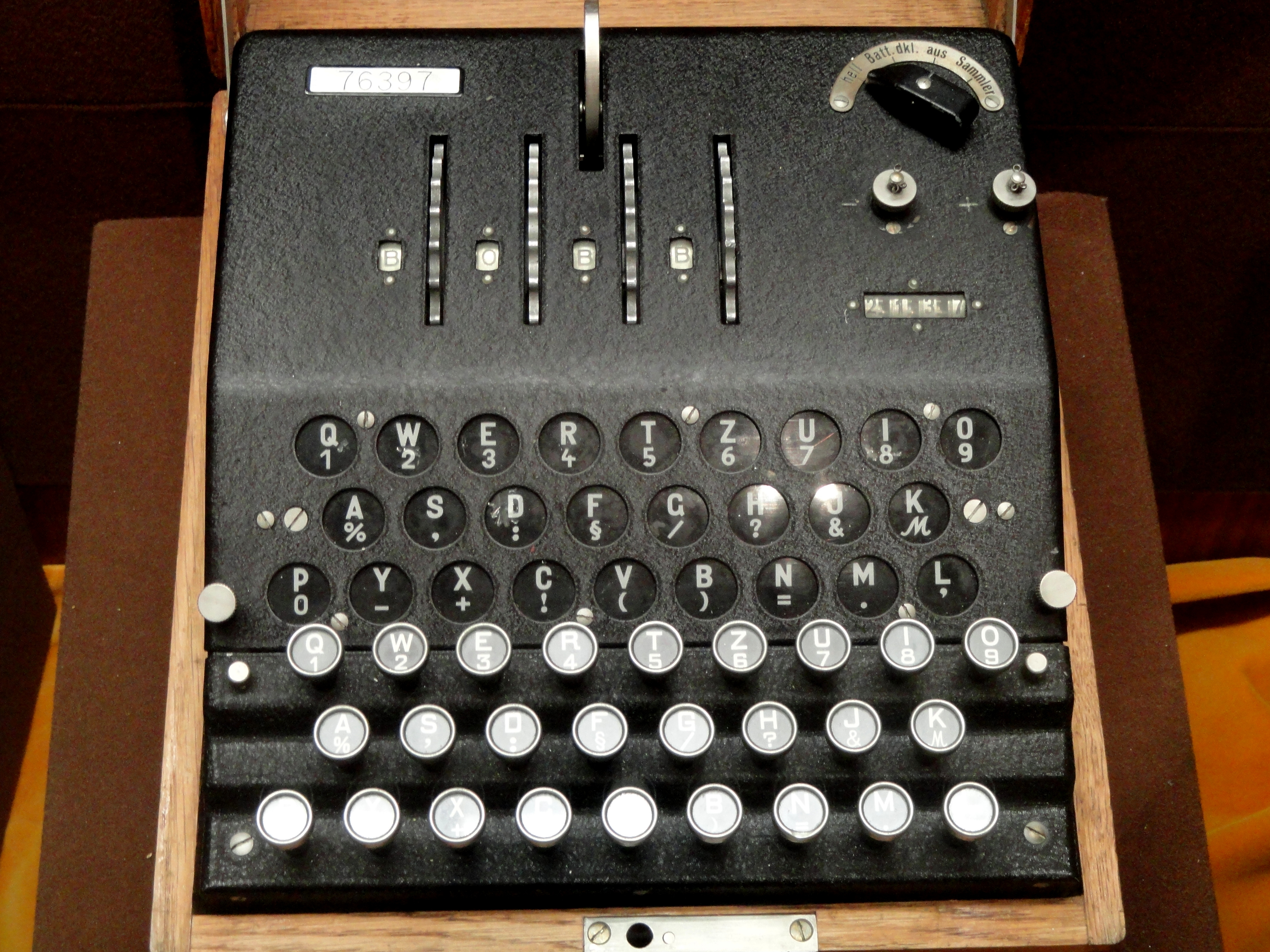
Die Enigma-G (mit vier rotierenden Walzen) war die hauptsächlich für Geheimdienstzwecke verwendete deutsche Schlüsselmaschine

Ihre Anfänge hatte die Unit weit vor dem Zweiten Weltkrieg noch in den 1920er-Jahren zuzeiten der Prohibition in den Vereinigten Staaten. Damals betrieben kriminelle Schmugglerbanden ein weitgefächertes Transportnetz für illegalen Alkohol (Rum-running), zu dem auch eine ganze Flotte von Schmuggelschiffen gehörte. Hauptsächlich von Kuba aus wurden die Spirituosen über die sogenannte Rum Row (deutsch „Rumweg“ oder „Schnapsstraße“) nach Florida verschifft. Um ein Aufgreifen der Schiffe durch die Küstenwache zu verhindern, wurden sie von den Schmugglern mithilfe von verschlüsselten Funksprüchen dirigiert. Dem begegnete das Finanzministerium der Vereinigten Staaten durch Schaffung einer speziellen Kryptanalysegruppe, deren Leiterin die amerikanische Kryptoanalytikerin Elizebeth Friedman (Bild) wurde. Ihr gelang es, mehr als 12.000 der Funksprüche zu entziffern. Hierdurch konnten viele illegale Schmuggelaktionen aufgedeckt sowie die Hintermänner ermittelt und verurteilt werden. Selbst ganze Schmuggelringe, wie die Consolidated Exporters Company, konnten auf diese Weise gesprengt werden.
Noch 1931, also kurz vor der Aufhebung der Prohibition im Jahr 1933, wurde die Einheit offiziell als USCG Unit 387 der Küstenwache und damit dem Verteidigungsministerium der Vereinigten Staaten unterstellt sowie dem Federal Bureau of Investigation (FBI), dem sie von nun an direkt zu berichten hatte. Sie fing während der 1930er-Jahre weiterhin verdächtigen Funkverkehr ab und entzifferte ihn soweit möglich. Dabei wurden nicht nur Schmuggelaktionen aller Art aufgedeckt, sondern auch geheimer Nachrichtenaustausch der Achsenmächte mit ihren Agenten hauptsächlich in Mittel- und Südamerika beobachtet.
Von besonderer Bedeutung wurden die Erfahrungen und das Potenzial der Unit nach dem Eintritt der Vereinigten Staaten in den Zweiten Weltkrieg. So gelang es der Coast Guard Unit 387 im Jahr 1942 als erster amerikanischer Gruppe  überhaupt, drei spezielle Enigma-G-Netze zu brechen. Dazu gehörte der sogenannte Green Enigma Code, ein spezielles Schlüsselnetz der deutschen Abwehr. Im weiteren Verlauf des Krieges wurden mehr als 10.000 feindliche Funksprüche entziffert und damit ein wesentlicher Beitrag zu den amerikanischen Kriegsanstrengungen geleistet.